# Jean-Baptiste de Laumoy
Jean Baptiste Joseph de Laumoy, né le 12 avril 1750 à Chilleurs-aux-Bois (Loiret), mort le 19 janvier 1832 à Paris, est un général français de la Révolution et de l’Empire.

## États de service
Il entre en service en 1768, comme élève à école militaire de Paris, puis il rejoint en tant que lieutenant en second l’École royale du génie de Mézières le 31 mars 1768, et il en sort lieutenant ingénieur le 1er janvier 1770. 
Capitaine en second le 1er janvier 1777, il embarque à Nantes Le 5 mars 1777, avec un  groupe de quatre ingénieurs militaires commandé par le colonel Duportail pour participer à la Guerre d'indépendance des États-Unis. Le 8 février 1779, il est affecté auprès du général Benjamin Lincoln, et, le 12 mai 1780, il est fait prisonnier par les Anglais après la capitulation de Charleston. Il est libéré par échange de prisonniers le 26 novembre 1782, et, le 30 septembre 1783, il est promu général de brigade dans l’armée américaine.
De retour en France en décembre 1783, il est fait chevalier de Saint-Louis le 4 juillet 1784, puis il est envoyé à Saint-Domingue. Il est nommé colonel le 1er juillet 1785. Il devient mestre de camp le 2 décembre 1787, et le 14 février 1789, il est affecté comme commandant en second en Martinique, chargé de réprimer la rébellion. 
En mai 1790, il est rappelé en France, il est promu général de brigade le 25 août 1791 à Metz, et il occupe différents postes dans les armées révolutionnaires, dont celui de chef d’état-major du général Lafayette avant de s’exiler avec ce dernier en août 1792. Capturé par les autrichiens à Rochefort en Belgique, il est libéré et il s’installe en Hollande. Lors de l’invasion des Pays-Bas par les troupes françaises, il est contraint de s’enfuir et il part en Amérique, à Philadelphie jusqu’à ce que son nom soit retiré de la liste des émigrés. De retour en France en août 1801, il est admis au traitement de réforme le 8 juillet 1803, et il obtient sa retraite le 6 juin 1811.
Il meurt le 19 janvier 1832, à Paris.

## Sources
- (en) « Generals Who Served in the French Army during the Period 1789 - 1814: Eberle to Exelmans »
- Amblard-Marie-Raymond Noaille, Marins et soldats français en Amérique pendant la guerre de l'Indépendance des États-Unis (1778-1783), Paris, Perrin et Cie, 1903, p. 355.
- Georges Six, Dictionnaire biographique des généraux & amiraux français de la Révolution et de l'Empire (1792-1814), Paris : Librairie G. Saffroy, 1934, 2 vol., p. 71